# Alex Kidd: The Lost Stars
Alex Kidd: The Lost Stars је платформска игра коју је издала Сега 1986. године за аркаде и 1988. године за Sega Master System. Разлике између игре за аркаде и за конзолу су врло мале. Осим графике и звука главна разлика у вези са играчким окружењем је што код игре за аркаде ограничен број живота на три. Највећа разлика је што је код аркаде могуће да играју два играча истовремено и да сарађују.